# Bédée
Bédée é uma comuna francesa na região administrativa da Bretanha, no departamento Ille-et-Vilaine. Estende-se por uma área de 39,08 km². Em 2010 a comuna tinha 4 435 habitantes (densidade: 113,5 hab./km²).